# 池田慶政

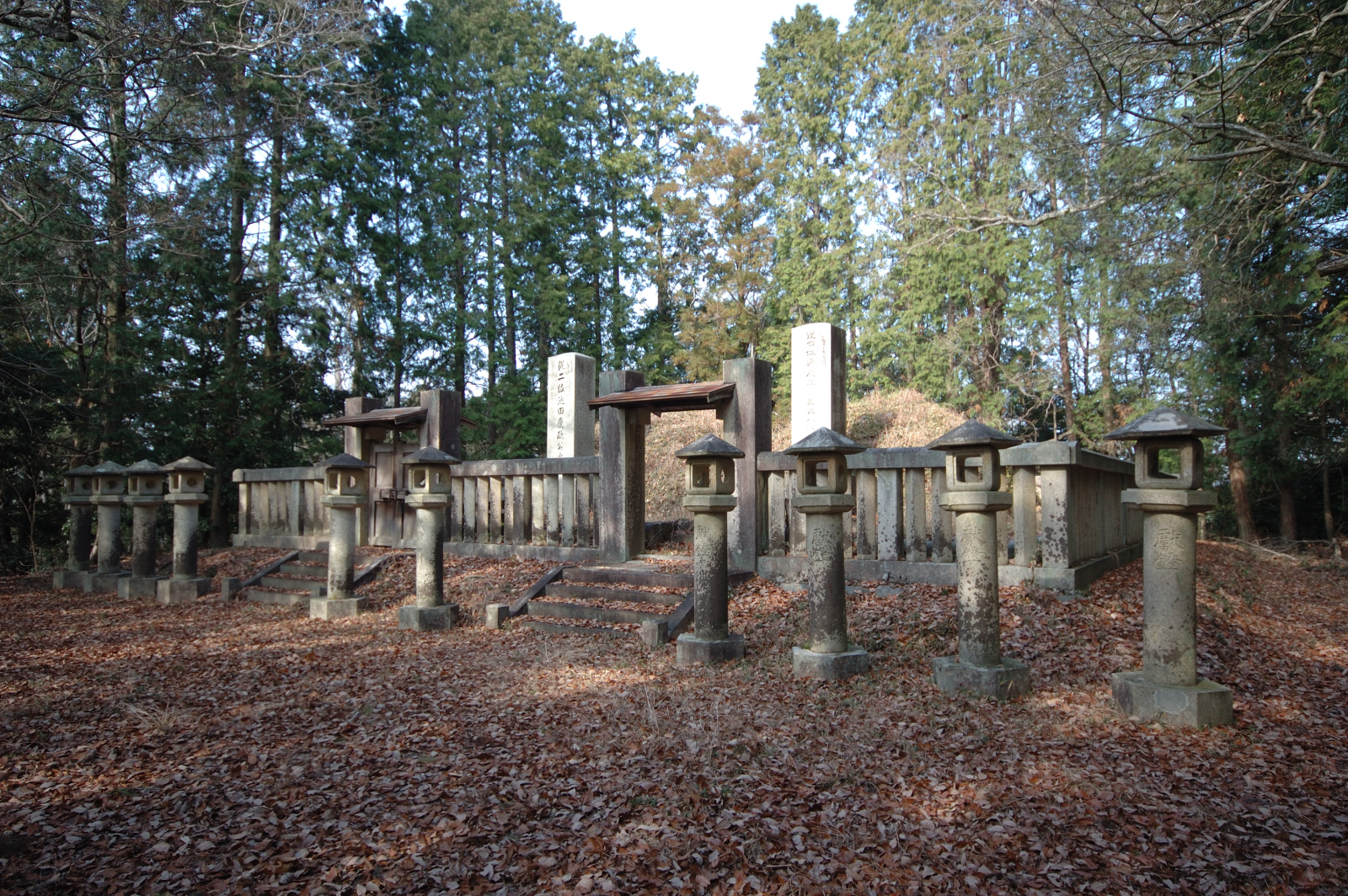
和意谷池田家墓所四のお山、慶政夫妻の墓。左側が慶政の墓

池田 慶政（いけだ よしまさ）は、江戸時代後期の大名。備前岡山藩8代藩主。官位は従四位下・内蔵頭、左近衛権少将。岡山藩池田家宗家10代。

## 生涯

### 岡山池田家の相続まで
文政6年（1823年）、豊前国中津藩主奥平昌高の十男として中津藩江戸藩邸で誕生した。幼名を七五郎。初名は奥平 昌朝（おくだいら まさとも）。
岡山藩7代藩主の池田斉敏は、文政12年（1829年）に6代藩主斉政の隠居により家督を継ぐと、同年にまず、奥平昌高の五男の勇吉（奥平昌猷）を仮養子に指名した。しかし、勇吉は兄（次男）奥平昌暢の早世により天保4年（1833年）に奥平家を継いだため、斉敏は代わってその弟の七五郎を仮養子に指名するようになった。七五郎兄弟の父である奥平昌高と斉敏は、共に薩摩藩島津家の出身で、血縁上は斉敏が七五郎らの従甥にあたるが、年齢は斉敏が勇吉より2歳、七五郎より12歳年上である。当時は池田家の血筋で適齢の後継候補がいなかったため、斉敏の生家である島津家の縁戚から彼らを仮養子に選ぶことになった。
天保13年（1842年）1月30日、斉敏は国許の岡山で急死した。すでに仮養子に指名されていた七五郎が家督を継ぐこととなったが、元来池田家と直接の縁がなかった七五郎の相続に当たり、池田家の血筋を重んじた池田家家中は、斉敏の死を秘匿し重病を装って時間を稼ぎ、支藩鴨方藩主池田政善の娘の宇多子を斉敏の養女とし、七五郎に娶わせて婿養子の形で池田家へ迎えることとした。これを斉敏の名で願い出て幕府に認められたのち、斉敏は4月2日に死去したものとして幕府に届け出された。同年5月29日、七五郎は幕府から正式に家督相続を認められた。池田家に入った七五郎は、初め諱を道政（みちまさ）とし、のち12代将軍徳川家慶より偏諱を授かり慶政に改名した。

### 岡山藩政
嘉永6年（1853年）、ペリー来航で幕府に対策を諮問された際、慶政は「鎖国の祖法をあくまで厳守すべきだ」と主張した。その一方で、幕命に従って藩士を房総半島などに派遣し、海防に当たらせている。
また、塩や砂糖の専売強化や質素倹約令などによる財政政策、洋式軍制の導入などを行なったが、あまりに厳しすぎる改革を行なった上、改革途上で部落差別問題などが起こったため、安政3年（1856年）に藩内で渋染一揆が発生し、加えて強い締め付けの影響で同年中に銀札（藩札）が札潰れ（発行停止）となり、改革は失敗に終わった。このため、勘定方や銀札方に属していた藩士にしわ寄せが来たと言われる。
文久3年（1863年）、病気を理由に家督を水戸藩主徳川斉昭の九男であり養嗣子としていた茂政に譲って隠居した。これは、尊王派であった藩士江見陽之進の進言に従ってのことである。晩年は岡山に隠棲し、明治26年（1893年）に71歳で死去した。神号は大名廣足慶政命。墓地は岡山県備前市の和意谷池田家墓所。

## 栄典
- 1891年（明治24年）12月22日 - 正三位[3]
- 1893年（明治26年）3月3日 - 従二位[4]

## 系譜
- 父：奥平昌高（1781年 - 1855年）
- 母：不詳
- 正室：宇多子 - 池田斉敏の養女、池田政善の娘
- 生母不明の子女
  - 長男：生駒親忠（1871年 - 1939年） - 旧名・池田政謙、生駒親承の養子
  - 四男：池田政時（1872年 - 1940年） - 池田政礼の養子
  - 長女：萬寿子 - 池田茂政夫人
  - 女子：池田政保夫人
  - 五女：銀子 - 柳原義光夫人
- 養子
  - 男子：池田茂政（1839年 - 1899年） - 徳川斉昭の九男

婿養子であるが、実父の奥平昌高を通じて池田輝政の子孫ではあった。ただし、輝政の娘の子孫である。
池田輝政―茶々姫（京極高広室）―養仙院（松平定頼室）―真修院（島津綱久室）―島津綱貴……島津重豪―奥平昌高―池田慶政
正室の実父池田政善は、生母が池田治政（岡山藩5代藩主）の娘とされていた。ただし表向きのことであり、実際には側室の子であった（池田政善#兄弟の入れ代わりを参照）。男系の血筋では、輝政の兄池田元助の子孫である。